# Božo Vuletić
Božo Vuletić (serbisch-kyrillisch Божо Вулетић; * 1. Juli 1958 in Dubrovnik) ist ein ehemaliger jugoslawischer Wasserballspieler.

## Karriere
Vuletić suchte im Jahr 1973 nach einer passenden Sportart, wurde jedoch aufgrund seines vergleichsweise hohen Alters von einem Schwimmverein abgelehnt. Daraufhin wandte er sich dem Wasserball zu und schloss sich dem Verein VK Jug Dubrovnik an. Mit diesem Verein errang er bis 1984 zahlreiche Titel – so gewann er in den Jahren 1980 bis 1983 vier jugoslawische Meisterschaften sowie in den Jahren 1981 und 1983 den nationalen Pokal. Der größte Vereinserfolg war der Gewinn des Europapokals der Landesmeister im Jahr 1981.
Auch mit der jugoslawischen Nationalmannschaft konnte er Erfolge feiern. Sein erstes internationales Turnier bestritt er 1982 bei der Weltmeisterschaft im ecuadorianischen Guayaquil, bei der Jugoslawien den siebten Platz belegte. 1984 folgte die Teilnahme an den Olympischen Spielen in Los Angeles, bei denen das jugoslawische Team die Goldmedaille gewann. Insgesamt absolvierte Vuletić 58 Länderspiele für die jugoslawische Wasserballnationalmannschaft.
Nach dem Olympiasieg zog sich Vuletić im Alter von nur 26 Jahren zunächst vom aktiven Sport zurück. 1988 kehrte er für eine Saison beim italienischen Verein Mameli noch einmal zurück. Anschließend übernahm er verschiedene Trainerposten – zwischen 1989 und 2009 trainierte er drei italienische sowie zwei kroatische Mannschaften.